# 南北村
南北村（なんぼくむら）は、石川県鳳至郡に存在した村である。

## 地理

### 隣接していた市町村
- 町
  - 穴水町
- 村
  - 中居村・三井村・鵜川村・兜村

## 歴史

### 沿革
- 1889年（明治22年）4月1日 町村制の施行により、鳳至郡波志借村、梶村、比良村、川尻村、岩車村、伊久留村、菅谷村、樟谷村、木原村、藤巻村、曽山村及び東中谷村を廃し、その区域をもって鳳至郡南北村を設置する。
- 1933年（昭和8年）7月1日 鳳至郡南北村及び中居村を廃し、その区域をもって鳳至郡住吉村を設置する。南北村の12大字は住吉村に継承。